# In Your Shoes
"In Your Shoes" é uma canção gravada pela cantora e compositora canadense Sarah McLachlan para o seu oitavo álbum de estúdio Shine On (2014). A canção foi inspirada na ativista paquistanesa e vencedora do Prêmio Nobel da Paz Malala Yousafzai.

## Composição
Em um comunicado enviado à impensa, Sarah McLachlan disse que nós vivemos em uma "sociedade míope e egocêntria". A canção foi inspirada pela ativista paquistanesa Malala Yousafzai que, segundo a própria cantora, possui uma "força interior incrível" para lutar pelo "que ela acredita, recusando-se a recuar" diante de alguma adversidade. Inicialmente, a temática original da canção seria sobre bullying. No entanto, ao saber o que havia acontecido com Yousafzai [que foi baleada por talibãs], "ela se tornou uma inspiração para terminar a canção", revela McLachlan. "Ela é uma heroína, para todos, mas em especial para as meninas que não tem uma referêncial forte para se espelhar. [Yousafzai] é um modelo positivo incrível para essas meninas (...) Obviamente, o ocorrido com ela foi o catalisador perfeito para eu terminar a música".

## Paradas
| Parada (2014)                                 | Melhor posição |
| --------------------------------------------- | -------------- |
| Estados Unidos Adult Contemporary (Billboard) | 21             |